# The More the Merrier
The More the Merrier is een Amerikaanse screwball-komedie uit 1943 onder regie van George Stevens. Destijds werd de in Nederland film uitgebracht onder de titel Hoe meer hoe liever.

## Verhaal
Tijdens de oorlog verhuurt de regeringsambtenaar Connie Milligan de helft van haar appartement in Washington aan de industrieel Benjamin Dingle. Hij verhuurt op zijn beurt dan weer de helft van zijn helft aan de vliegtuigmonteur Joe Carter.

## Rolverdeling
| Acteur           | Personage             |
| ---------------- | --------------------- |
| Jean Arthur      | Connie Milligan       |
| Joel McCrea      | Joe Carter            |
| Charles Coburn   | Benjamin Dingle       |
| Richard Gaines   | Charles J. Pendergast |
| Bruce Bennett    | FBI-agent Evans       |
| Frank Sully      | FBI-agent Pike        |
| Donald Douglas   | FBI-agent Harding     |
| Clyde Fillmore   | Senator Noonan        |
| Stanley Clements | Morton Rodakiewicz    |